# Wolfgang Kohlhaußen

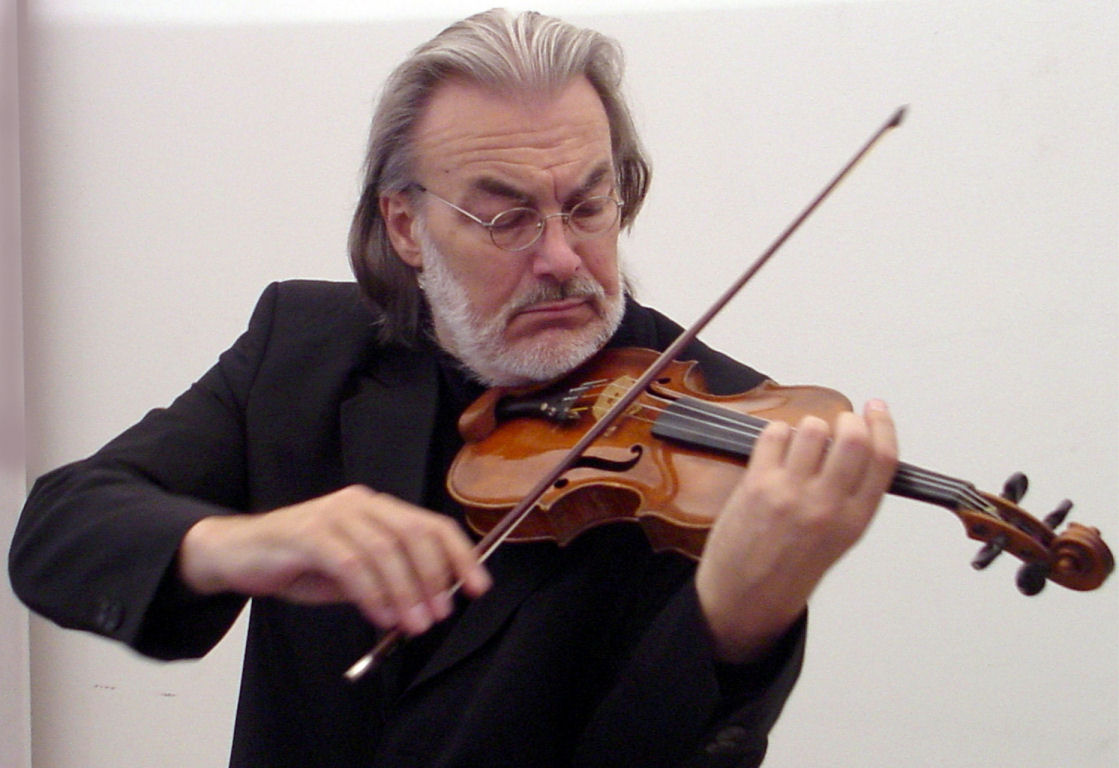
Wolfgang Kohlhaußen

Wolfgang Kohlhaußen (* 13. Dezember 1947 in Osnabrück; † 19. März 2025 in Weimar) war ein deutscher Violinist und Orchesterleiter.

## Leben
Bereits mit 6 Jahren erhielt W. Kohlhaußen seinen ersten Violinunterricht. Nach Aufnahme des Studiums bei Cyrill Kopatschka am Konservatorium in Osnabrück entwickelte er eine rege Konzerttätigkeit mit dem von ihm begründeten und als Primarius geleiteten Jungen Osnabrücker Streichquartett. Künstlerische Impulse erhielt er auf internationalen Kursen – u. a. am Salzburger Mozarteum – bei Enrico Mainardi (Kammermusik) und Bruno Maderna (Dirigieren). Seine weitere geigerische Entwicklung wurde von Begegnungen und privaten Studien bei Ivri Gitlis geprägt. Es folgten Jahre ausgedehnter internationaler Konzertreisen als Mitglied des Württembergischen Kammerorchesters Heilbronn und des Assmann-Quartetts (Frankfurt), das sich besonders der zeitgenössischen Literatur widmete.
Ab 1975 arbeitete Kohlhaußen als Assistent von Tibor Varga und Lukas David an der Musikhochschule Detmold. 1977 gründete er sein Kammerorchester fonte di musica, das er in der Folge zu einem international anerkannten Klangkörper entwickelte. Am langjährigen Wohnsitz Hameln installierte Kohlhaußen mit seinem Orchester eine seit Ende der 1970er Jahre über 25 Jahre existierende eigene Konzertreihe. Zahlreiche Konzertreisen und Gastspiele führten das Kammerorchester zu bedeutenden Ereignissen wie den Bregenzer Festspielen, dem Schleswig-Holstein Musik Festival, den Internationalen Musikwochen Millstatt und den Bad Hersfelder Festspielen sowie auf Reisen u. a. nach Bulgarien, Frankreich, Israel, Italien, Luxemburg und Malta. Über 10 Jahre gab fonte di musica regelmäßig mehrtägige Gastspiele bei den Salzburger Festungskonzerten. Im September 2007 feierte das Orchester sein 30-jähriges Bestehen mit einem Jubiläumskonzert in Hameln.
Aufnahmen des Orchesters wurden beim NDR, WDR, ORF und ZDF gesendet.
CD-Einspielungen von W. Kohlhaußen liegen vor mit seinem Kammerorchester und im Duo Violine/Klavier mit seinem Bruder Thomas Kohlhaußen (Duisburg). Die Aufnahmen umfassen Werke von Bach, Dvořák, Enescu, Giornovichi, Kreisler, Mendelssohn, Paganini, Schostakowitsch, Stamitz, Wieniawski und Zach.
Kohlhaußen kümmerte sich parallel stets um das Repertoire für Violine und Klavier, gab Violin- und Kammermusik-Kurse (Bukarest, Mittenwald) und pflegt Kontakte zu zeitgenössischen Komponisten (siehe Uraufführungen).
Ab dem Jahr 2000 wohnte Kohlhaußen in München. Neben seinen Konzerten war er dort als Dozent für die Kulturstiftung München tätig. Zur Förderung des musikalischen Nachwuchses veranstaltete er in Schulen Gesprächskonzerte für Kinder.

## Uraufführungen
- Zusammen mit seinem Ensemble "fonte di musica" brachte Kohlhaußen 1984 die "Parenthesen" für Solovioline und Streichorchester von Thomas Krämer (* 1952) zur Uraufführung.
- Jörn Arnecke (* 1973) widmete dem Geiger 1993 seine "Sonate auf G" für Solovioline.
- Harald Genzmer (1909–2007) komponierte für Kohlhaußen und seine damalige Ehefrau Regine Haarmann "Irische Gesänge" für Sopran und Violine, Uraufführung am 29. Oktober 1997 auf Schloss Elmau in Gegenwart des Komponisten.
- Zum 30-jährigen Bestehen des Kammerorchesters "fonte di musica" komponierte Wilfried M. Danner (* 1956) das Werk "come esser puo ch’io viva…" für Solostreicher; Uraufführung im September 2007 in Hameln.
- 2010 folgte, ebenfalls von Wilfried M. Danner (* 1956) das Werk ". . . voll tiefen Friedens . . ." – Momentaufnahmen, Szenen und Fragmente nach einem Gedicht von Hermann Hesse – für Violine solo. Die Uraufführung erfolgte durch Wolfgang Kohlhaußen am 14. August 2012 in der St. Johannis-Kirche in Petersdorf auf Fehmarn.

## Diskografie
- „Stamitz – Familie“, ARS-Produktion Schumacher, 1989
- „Jan Zach: Gesamtwerk für Streicher“, ARS-Produktion Schumacher, 1990
- „Zauber der Violine“, ARS-Produktion Schumacher, 1994
- „Mendelssohn – Pergolesi – Genzmer – Dvorak“, ARS-Produktion Schumacher, 1999